# Каса Фуэрте, Ивонн де
Ивонн де Каса Фуэрте (фр. Yvonne исп. de Casa Fuerte, урождённая Жиро, фр. Giraud; 1895 — 1984) — французская скрипачка.
Окончила Парижскую консерваторию, соученица и приятельница Дариуса Мийо, посвятившего свою Третью камерную симфонию (Серенаду) Op.71 (1921) Ивонне и её мужу, Ильяну Альваресу де Толедо маркизу де Каса Фуэрте (1882—1962), в юности входившему в окружение Марселя Пруста и оставившему посмертно опубликованные мемуары «Последний из Германтов» (фр. Le Dernier des Guermantes; опубл. 1994).
На рубеже 1920-30-х гг. Ивонн де Каса Фуэрте стала центром кружка молодых музыкантов и литераторов, в который входили, в частности, Анри Соге, Витторио Риети, Макс Жакоб, Рене Лапорт; Франсис Пуленк называл скрипачку «сладчайшей ласточкой весны». Из этого кружка выросла серия концертных программ «Серенада» (фр. La Sérénade), посвящённая новейшей музыке. Под руководством Каса Фуэрте и комитета программы, в который входили Мийо, Соге, Риети, Пуленк, Жорж Орик, Роже Дезормье, Игорь Маркевич и Николай Набоков, в 1931—1939 гг. в Париже проходили различные концерты, на которых звучала музыка учредителей программы и других новейших композиторов — в частности, Сергея Прокофьева, Курта Вайля; Соге написал для этого ансамбля целый ряд камерных сочинений, Риети — своё наиболее известное произведение, Серенаду для скрипки с оркестром (1931), посвящённую Каса Фуэрте и впервые исполненную ею. «Серенада» просуществовала. Кроме того, Каса Фуэрте была дружна с Вирджилом Томсоном, включившим её «музыкальный портрет» (1940) в цикл «Пять женщин» для скрипки и фортепиано.
В начале 1941 года Каса Фуэрте уехала из Франции в США, где возобновила цикл концертов современной музыки «Серенада». В одном из вечеров этого цикла 30 марта 1943 г. состоялась организованная ею премьера оперы Пола Боулза «Ветер не стихает». Вернувшись во Францию по окончании Второй мировой войны, долгие годы работала в Американском культурном центре в Париже. Выступала также как музыкальный критик, сотрудничая с журналом Modern Music.